# شبهای زاینده‌رود
شب‌های زاینده‌رود از ساخته‌های توقیف‌شدهٔ محسن مخملباف در سال ۱۳۶۹ است.

## داستان
فیلم شبهای زاینده رود داستان زندگی یک استاد دانشگاه در رشته مردم‌شناسی و دخترش را در سه دوره پیش از انقلاب، زمان انقلاب، و پس از انقلاب روایت می‌کند.
دختر استاد در بخش خودکشی بیمارستان کار می‌کند. جایی که هر لحظه کسانی را که خودکشی کرده‌اند برای نجات می‌آورند. این بخش هیچگاه از خودکشی کرده‌ها خالی نیست. اما دلایل خودکشی کنندگان در پیش و پس از انقلاب متفاوت است. یکی از خودکشی کرده‌ها عاشق دختر استاد می‌شود به این امید که بهانه‌ای برای زندگی کردن بیابد. اما این عشق ناممکن است….

## نظر کارگردان
ما در ایران همیشه از سیاست نالیده‌ایم و فراموش کرده‌ایم سیاستمداران دیکتاتور ما از آسمان نیامده‌اند. بلکه از شکم مادران همین آب و خاک بیرون آمده‌اند. آن‌ها در همین فرهنگ بی‌تفاوت و خشونت طلب ما تربیت شده‌اند. پس مشکلات سیاسی ما ریشه در فرهنگ هم دارد و تغییر فرهنگ نیازمند سینما و فیلمسازی است. سینمایی که متأسفانه همواره زیر تیغ سانسور است. کشتن سینماگر آسان است اما کشتن سینما ناممکن است.

## توقیف فیلم
شورای سانسور فیلم را مخالف اهداف انقلاب تشخیص داد و ۳۷ دقیقه از فیلم را حذف کرد. حتی پس از این حذف‌ها، دولت همچنان با نمایش فیلم مخالفت کرد و متریال فیلم را توقیف کرد.
فیلم به چند دلیل از جمله روابط باز میان زنان و مردان و علاوه بر آن حضور زنی که دو فرزندش را یکی در جنگ و دیگری را در مبارزه مسلحانه علیه جمهوری اسلامی از دست داده و دلایل خودکشی افراد در فیلم و …، توقیف شد. این فیلم هیچ‌گاه روی پرده را به خود ندید اما نسخه‌های ویدئویی آن دست به دست شد و بسیاری از علاقه‌مندان سینمای مخملباف موفق به تماشای آن شدند.
شب‌های زاینده‌رود از سال ۱۹۹۰ به مدت ۲۶ سال فرصت نمایش در داخل و خارج از کشور را پیدا نکرد تا اینکه در هفتاد و سومین جشنواره فیلم ونیز در سال ۲۰۱۶ به نمایش درآمد.

## بازیگران
| بازیگر           | نقش |
| ---------------- | --- |
| منوچهر اسماعیلی  |     |
| مژگان نادری      |     |
| مهرداد فرید      |     |
| پروانه گوهرانی   |     |
| زینب راهداری     |     |
| همایون مکملی     |     |
| سعید عباسپور     |     |
| محمدرضا پورتوسلی |     |

## موسیقی فیلم
در این فیلم دو قطعه آواز در بیات اصفهان یکی با صدای حسین خواجه امیری (ایرج) و دیگری با صدای علیرضا افتخاری ویک ترانهٔ کوتاه اجرا شده است.

## جوایز
- کاندیدای بهترین فیلم‌نامه و صدابرداری از نهمین جشنواره فیلم فجر ۱۳۶۹